# Hôtel de ville de Gand
 (janvier 2009).
Si vous disposez d'ouvrages ou d'articles de référence ou si vous connaissez des sites web de qualité traitant du thème abordé ici, merci de compléter l'article en donnant les références utiles à sa vérifiabilité et en les liant à la section « Notes et références ».
L’hôtel de ville de Gand est le siège de l’autorité municipale de la ville de Gand en Belgique.
L’hôtel de ville de Gand est un ensemble composite de corps de bâtiments contigus, édifiés à des époques différentes (au moins onze campagnes de construction ont été dénombrées), dans les styles les plus divers, et occupant tout l’îlot délimité par la rue Hoogpoort au nord, le Botermarkt (ci-devant marché au Beurre) à l’est, le Poeljemarkt (marché aux Poulets) au sud, et la Stadhuissteeg (impasse de l’Hôtel de ville) à l’ouest. Pour partie, cette hétérogénéité s’explique par les dispositions de l’ordonnance de Senlis de 1301, laquelle prescrivait que les pouvoirs fussent répartis entre deux collèges d’échevins, ceux-ci occupant chacun un bâtiment à part : les échevins de la Keure, ayant compétence en matière d’administration, de gestion financière et d’affaires pénales, et les échevins des Parchons (néerl. schepenen van Gedele), habilités seulement à traiter des questions de succession et de tutelle. De la toute première maison de la Keure ne subsiste qu’un vieux sous-sol, à l’angle de la Hoogpoort et du Botermarkt, constitué de deux voûtes en berceau soutenues par un alignement de colonnes en gothique primitif. Le corps de bâtiment le plus ancien de tout l’ensemble est l’ancienne maison de la Keure datant de 1482, située au milieu de l’îlot, enserrée par les autres édifices, et par là non visible de la rue ; elle est constituée de deux salles superposées, dont celle du rez-de-chaussée fait office aujourd’hui de salle du Conseil de la municipalité ; l’intérieur en fut réaménagé par Viollet-le-Duc.
Au début du XVIe siècle, l’on fit appel aux architectes Keldermans et De Waghemaeker pour établir les plans d’une nouvelle maison de la Keure ; de ces plans, qui prévoyaient une construction très vaste, ne fut réalisé finalement, en raison de difficultés politiques et financières, que le quart environ, à savoir l’actuel corps de bâtiment, de style gothique brabançon dans sa dernière phase, occupant la face nord du quadrilatère ainsi que l’angle de la Hoogpoort et du Botermarkt. En 1580, ce corps de bâtiment reçut une extension vers l’est, sur la Hoogpoort, sous la forme d’une aile cette fois de style renaissance (le gothique étant alors passé de mode), appelée Bollaertskamer. À la fin du XVIe siècle, ce fut au tour des échevin des Parchons à se faire construire un somptueux édifice : l’aile renaissance occupant la face est de l’îlot, sur le Botermarkt, et une partie de la face sud.
Les travaux de construction de ce corps de bâtiment, progressant difficilement, et mettant à contribution successivement plusieurs architectes, se prolongèrent jusqu’au XVIIIe siècle. Il fut restauré et remanié dans la décennie 1870, notamment avec la participation de Viollet-le-Duc.
Parmi les autres bâtiments du complexe sont à mentionner : la Conciergerie (néerl. Portiersloge), à l’angle Hoogpoort/Stadhuissteeg, reconstruite en style baroque, la Maison des Pauvres (Armenkamer), de 1531, fortement remaniée en 1750, la Salle de la Pacification, ainsi dénommée parce qu’y fut signée et proclamée la pacification de Gand en 1576, la chapelle des échevins et, à l’étage, la Salle du Trône.

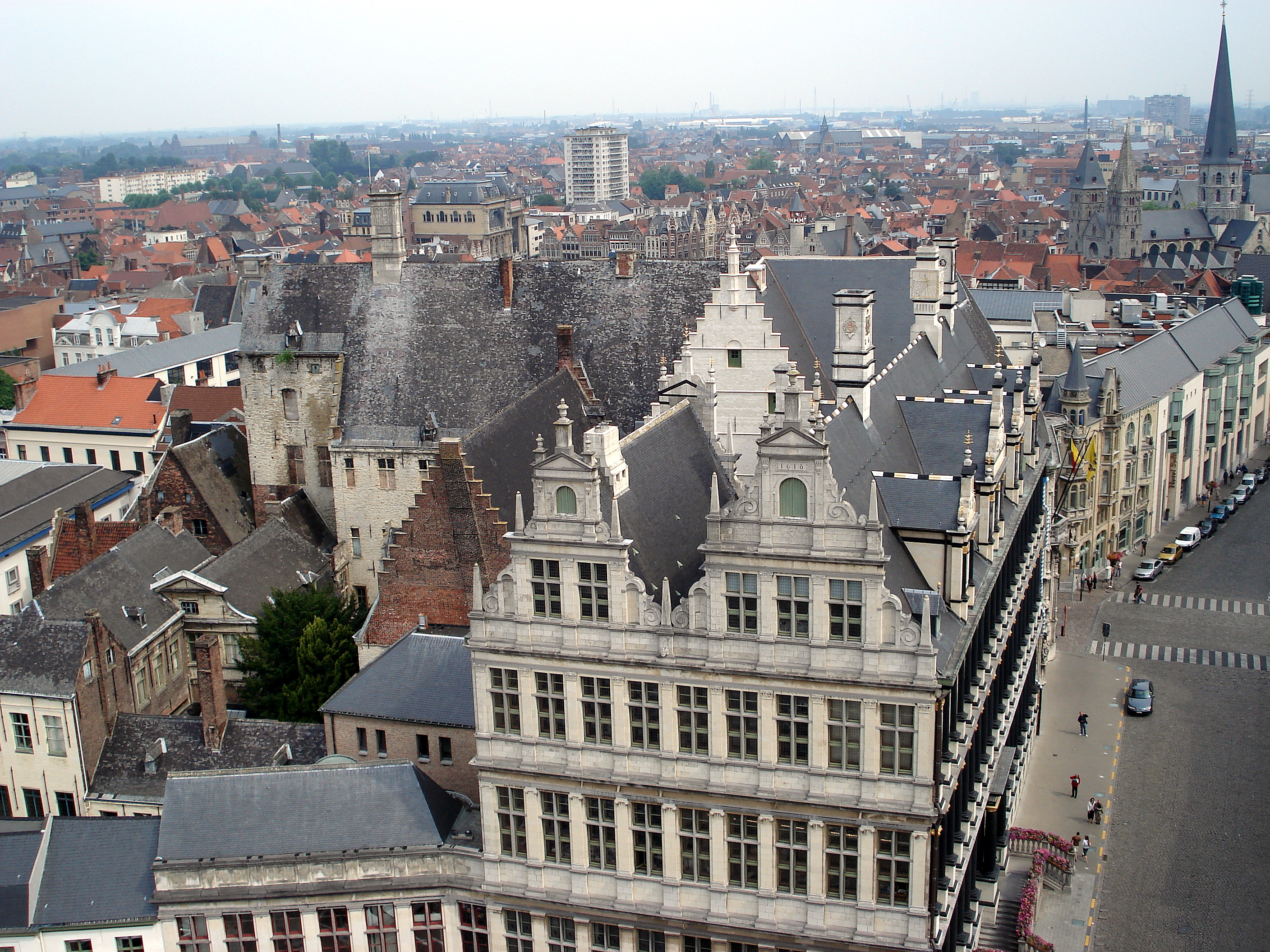
Vue (incomplète) du complexe de bâtiments formant l’hôtel de ville de Gand.
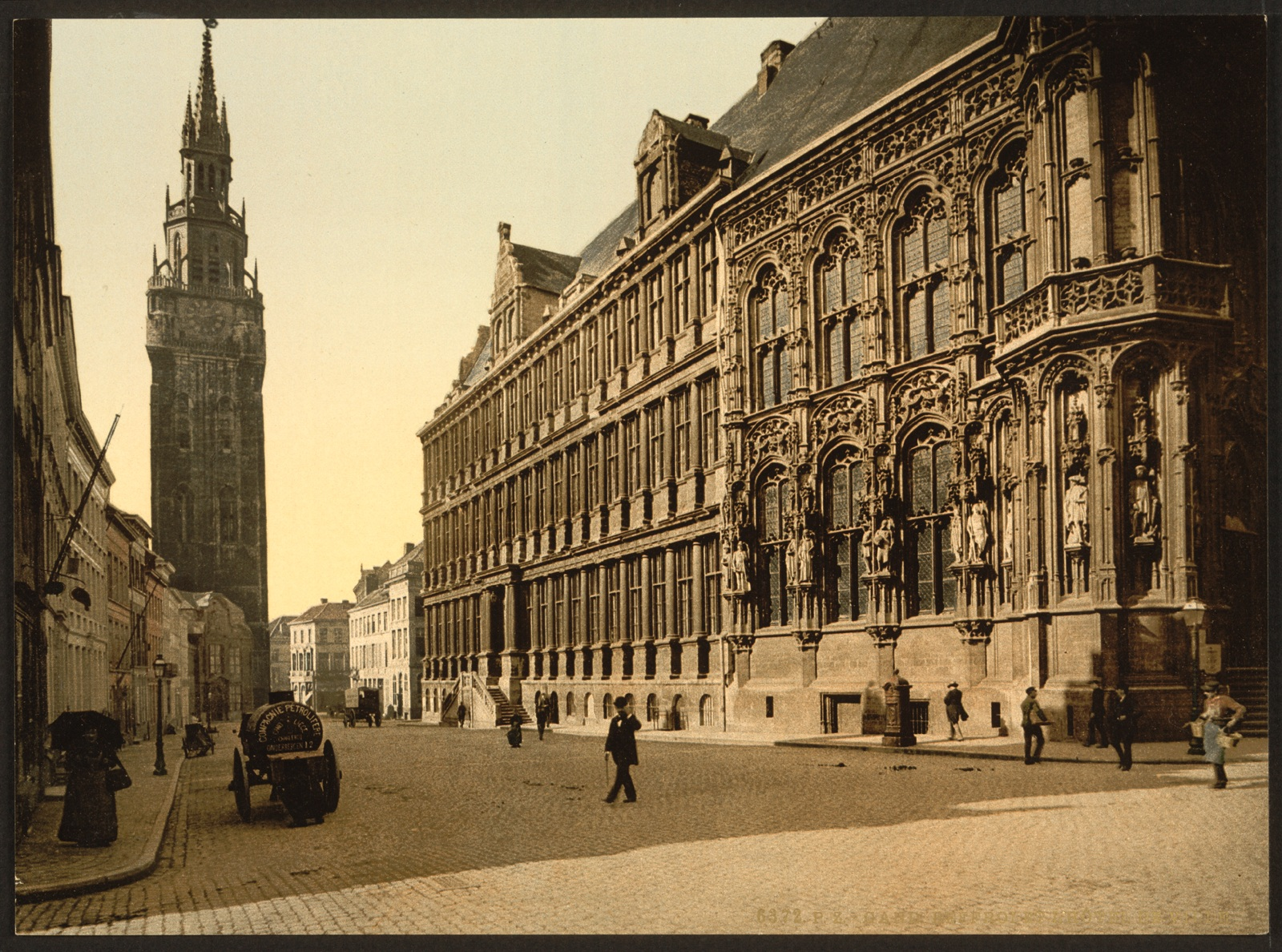
Botermarkt aux alentours de 1900.